# Oscar Calics
Oscar Calics (18 de novembro de 1939) é um ex-futebolista argentino que jogava como defensor.

## Carreira
Calics começou sua carreira no Banfield em 1958, onde ganhou a promoção para a primeira divisão em 1962.
Em 1966, ele se transferiu para o San Lorenzo e no mesmo ano foi chamado para a Seleção Argentina para a Copa do Mundo de 1966. Em 1968, ele conquistou o título do Torneio Metropolitano com o San Lorenzo, com a equipe conhecida como Los Matadores.
Em 1970, ele foi contratado pelo presidente do Atlético Nacional, Hernán Botero, para jogar na equipe colombiana. Ele chegou junto com Raúl Navarro e Tito Gómez, apenas para jogar um torneio amistoso, mas ele acabou permanecendo até 1973, ano em que ganhou o título do Campeonato Colombiano.

## Títulos
Banfield
- Primera B Nacional: 1962

San Lorenzo
- Campeonato Metropolitano: 1968

Atlético Nacional
- Campeonato Colombiano: 1973